# Lijst van Typhlonectidae
Onderstaand een lijst van alle soorten wormsalamanders uit de familie Typhlonectidae. De lijst is gebaseerd op Amphibian Species of the World.
- Atretochoana eiselti
- Chthonerpeton arii
- Chthonerpeton braestrupi
- Chthonerpeton exile
- Chthonerpeton indistinctum
- Chthonerpeton noctinectes
- Chthonerpeton onorei
- Chthonerpeton perissodus
- Chthonerpeton viviparum
- Nectocaecilia petersii
- Potamotyphlus kaupii
- Typhlonectes compressicauda
- Typhlonectes natans